# Lagmansö
Lagmansö är en herrgård i Vadsbro socken i Flens kommun i Södermanland.

## Historik
Den på 1770-talet uppförda tvåvåningshuvudbyggnaden ligger på en halvö i sjön Långhalsen. Lagmansö är huvudgård inom ett fideikommiss för den friherrliga ätten Falkenberg.

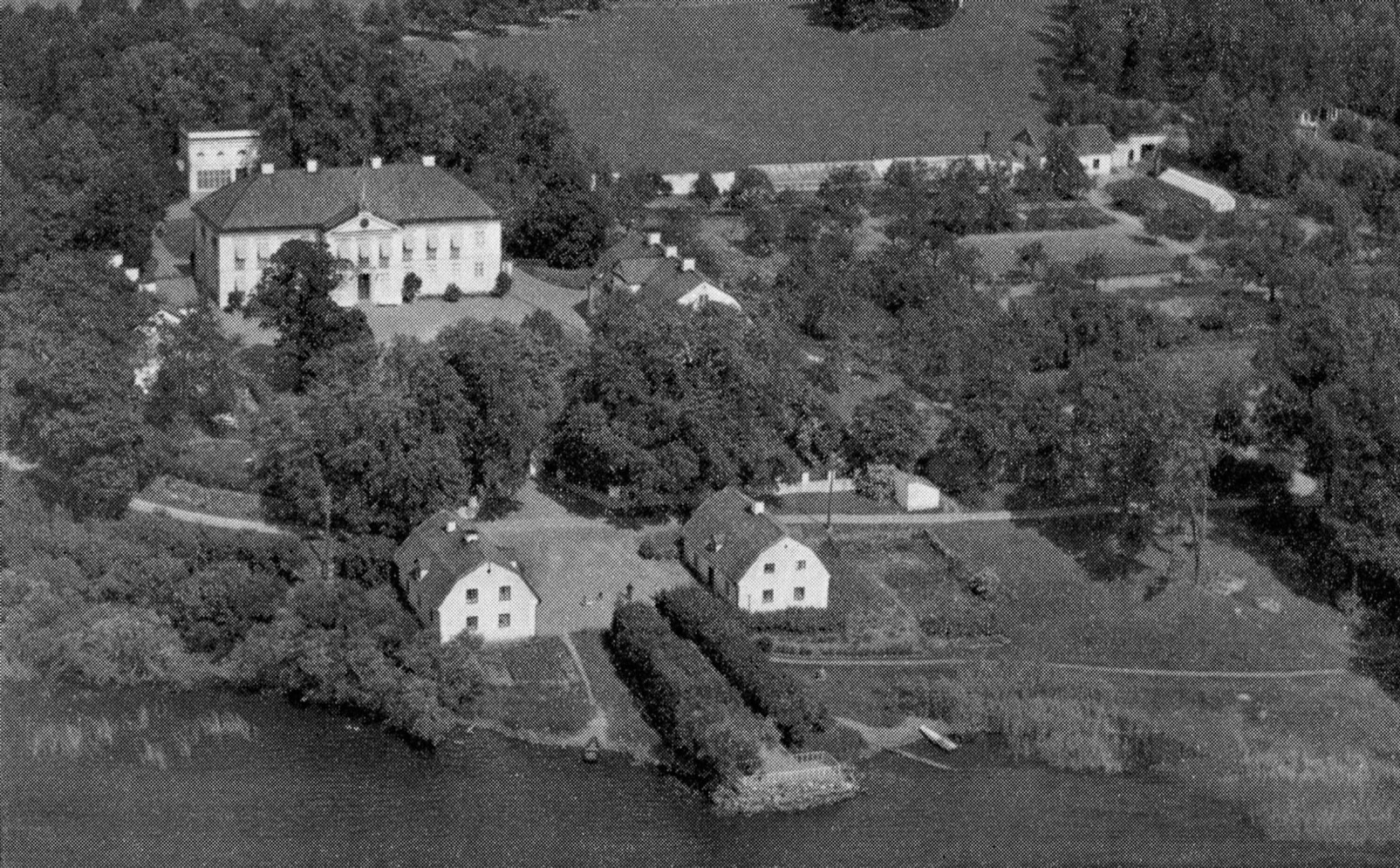
Vykort från 1950-talet över gården.

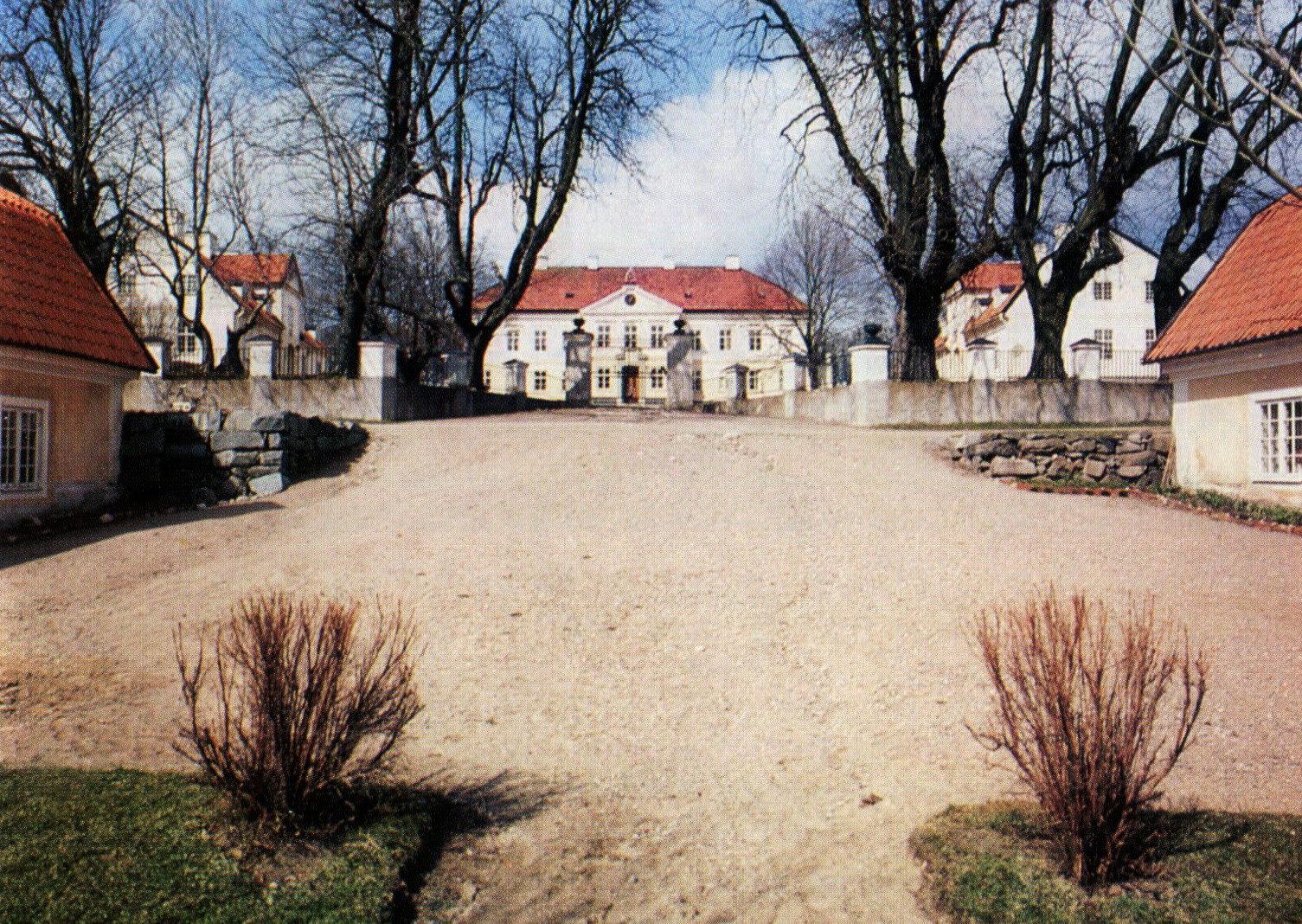
Bild från 1968 i boken Slott och herresäten i Sverige - Södermanland.

Lagmansö omtalas i dokument första gången 1336 ("Lagmanzhøø") och var sätesgård för riksrådet Sigge Magnusson av Vinstorpaätten 1336–1358. Han ägde även en mängd andra gårdar i Södermanland. Lagmansö var senare sätesgård för hans dotterdotters make Ulf Bengtsson (Sparre av Hjulsta och Ängsö) 1392, dennes svärson Gustav Algotsson (Sture, sjöbladsätten) 1433 och den sistnämndes dotter Elin Gustavsdotter Sture 1475. Göran Åkesson (Tott) som avled 1555 gav den 1544 som morgongåva till sin hustru Kristina Larsdotter (Sparre av Rossvik), som senare bodde här som änka och senare med sin andre make Måns Pedersson (Lilliehöök) som avled 1562.
Under Lagmansö lydde 1544 gårdarna Österö i Vadsbro socken, Källsta, Lundby, Nykvarnstorp, Trollebo, Vedbo och Åkfors i Bettna socken, Harpebol och Kulltorp i Björkviks socken, Boxholmen, Brebol, Kämbol, Rosendal, Spånga, Stockbäcken, Sund och Älskebol i Lerbo socken, Forssjökvarn, Råstock, Skräppetorp och Stenta i Malms socken, samt Händö och Röl i Dunkers socken.
I början av 1600-talet kom det att tillhöra Erik Ryning och efter honom till släkten Kruse och genom Kristina Maria Kruses gifte med Henrik Falkenberg i släkten Falkenbergs ägo. Godset gjordes av landshövdingen friherre Gabriel Falkenberg af Trystorp 1774 till fideikommiss genom att fideikommissrätten flyttades till Lagmansö från Odensviholm i Kalmar län. Det har därefter ägts av medlemmar av släkten Falkenberg af Trystorp. Huvudbyggnaden fick sitt nuvarande utseende efter Gustaf Sjöbergs ritningar.